# Setså
Setså est une localité du comté de Nordland, en Norvège.

## Géographie
Administrativement, Setså fait partie de la kommune de Saltdal.